# Cuscuta mesatlantica
Cuscuta mesatlantica är en vindeväxtart som beskrevs av Alain Dobignard. Cuscuta mesatlantica ingår i släktet snärjor, och familjen vindeväxter. Inga underarter finns listade i Catalogue of Life.